# Mono für Alle!
Mono für Alle! (kurz: MfA!) ist eine deutsche Electropunk-Band. Sie treten seit 2000 unter diesem Namen auf und kommen aus Gießen.

## Geschichte
Die Anfänge von MfA! liegen im Jahr 1987 in der Besetzung Mono, Kick und ÄnDie. Anfangs noch als Bandprojekt von Klassenkameraden und ohne Namen entstand nach einiger Zeit die spontane Idee für The Hatjokers, benannt nach der einfachen Tatsache, dass zwei der Gründungsmitglieder (Mono und ÄnDie) die meiste Zeit Hüte trugen. Zunächst wurde ein Repertoire aus Coversongs eingespielt. Bereits nach wenigen Auftritten wurde Mono mit seinen Songideen und anarchistischen Texten zur treibenden Kraft für ein eigenes Repertoire. Die Songs „Boykottiert McDonald’s“, „Alles falsche Schweine“ sowie „Honecker komm zurück“ stammen bereits aus dieser frühen Phase.

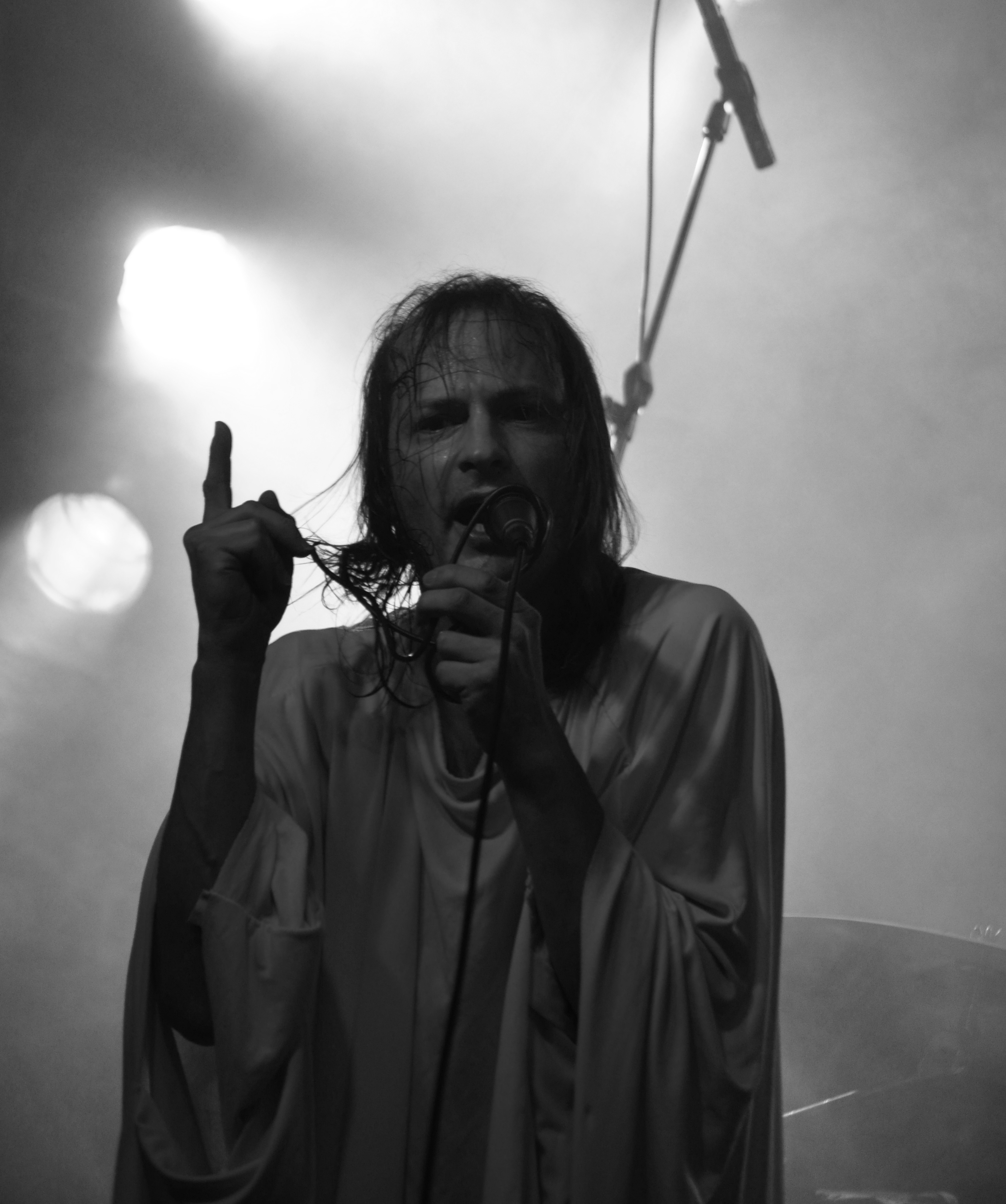
Sänger Mono in Rostock, 2013

Aufgrund Geldmangels sah sich die Band gezwungen, unübliche Mittel zu entwickeln, um halbwegs vernünftig arbeiten zu können, was aber nie geändert wurde, sondern vielmehr zum typischen Erscheinungsbild beitrug, das MfA! noch heute hat; bspw. der Mikrofonhalter, den Mono immer um den Hals trägt und der aus einem gebogenen Stück Eisendraht besteht, oder die selbstgebaute Orgelkanzel sowie die handgemalten Banner und Plakate. In dieser Formation arbeitete die Band bis 1990, als ÄnDie die Band verlassen musste, weil seine Familie umzog. Danach wurde aus der Gitarre ein Bass, der von unterschiedlichen Musikern gespielt wurde, bis der heutige Bassist Yenzzo zur Band stieß.
Mono für Alle! veröffentlichten unter dem Namen The Hatjokers im Jahre 1998 ihre erste LP. Seit dem Jahr 2000 treten sie als Mono für Alle! auf. Die Band bewegt sich mit ihren Auftritten in der „alternativen Subkulturlandschaft“, einige ihrer Lieder können frei von ihrer Website heruntergeladen werden. Die Texte sind oft provokativ und setzen sich in subjektiver Sicht mit gesellschaftlichen Themen auseinander. Die Musik lässt Elemente aus Punk, Gothic, Wave, Hip-Hop und Schlager erkennen, ist insgesamt aber schwer zu kategorisieren.
Im Oktober 2001 veröffentlichten MfA! das so genannte Internetalbum, das kostenlos im Internet erhältlich war. Es zielte darauf ab, einen herkömmlichen Tonträger vollwertig zu ersetzen: Im Download waren die Audiodateien im MPC-Format enthalten, eine Anleitung zum Brennen der Audio-CD, eine Schablone zum Besprühen der CD sowie ein Booklet zum Ausdrucken und Einbauen in ein standardisiertes Jewel Case.
Im Jahr 2002 fuhr die Band zusammen mit einigen Fans in eine andalusische Aussteigerkommune, um dort ein Konzert abzuhalten, ohne darum gebeten worden zu sein. Die Ereignisse sind auf dem Album San Pedro Konzert audiovisuell dokumentiert.
Obwohl die Band trotz ihres langen Bestehens wenige Alben herausbrachte, absolvierte sie bis heute zahlreiche Tourneen im deutschsprachigen Raum und gastierte dabei auch auf Festivals wie zum Beispiel Force Attack.
Bis zum Frühjahr 2013 befand sich die Band auf ihrer „Weltuntergangstournee“.

## Kontroversen
Die Texte vieler Lieder, wie zum Beispiel „Amoklauf“, „Hallo Verfassungsschutz“ oder „11. September“, führten oft zu Unverständnis. Der bayerische Verfassungsschutz verlangte sogar die Löschung des Textes zu „Hallo Verfassungsschutz“ von der MfA!-Homepage. Seit 2006 liefen Ermittlungen der Staatsanwaltschaft wegen Anleitung zu Straftaten gemäß § 130a des Strafgesetzbuches wegen des Liedes „Amoklauf“. Auch der Spieleredakteur und Podcaster Christian Gürnth geriet dabei in den Fokus der Ermittler und wurde jahrelang überwacht, weil er damals ein Interview mit der Band führte.

## Diskografie
- 1998: The Hatjokers (LP, CD)
- 2001: Internetalbum (CD)
- 2001: Mono für Alle! (CD)
- 2003: San Pedro Konzert (CD, SVCD)
- 2005: 11. September (Single)
- 2015: LiveAlbum zur MONO FÜR ALLE ! - D.I.Y.-Tour (LP, MC, CD)